# Nassarius gallegosi
Nassarius gallegosi är en snäckart som beskrevs av Strong och Leo George Hertlein 1937. Nassarius gallegosi ingår i släktet nätsnäckor, och familjen Nassariidae. Inga underarter finns listade i Catalogue of Life.